# Jean Robin (écrivain)
Pour les articles homonymes, voir Jean Robin et Robin.
Ne doit pas être confondu avec Jean Robin (éditeur).
Jean, Paul, Daniel Robin, né le 15 septembre 1946 à Paris, est un essayiste français, plus particulièrement intéressé par les sujets occultistes et ésotériques, les sociétés secrètes et leur influence supposée au cours de l’histoire. Il est décédé dans la nuit du 24 au 25 décembre 2024 (Jean Robin est décédé à Villiers-sur-Loir, dans le Loir-et-Cher, le 25 décembre 2024, à l'âge de 78 ans).

## Biographie

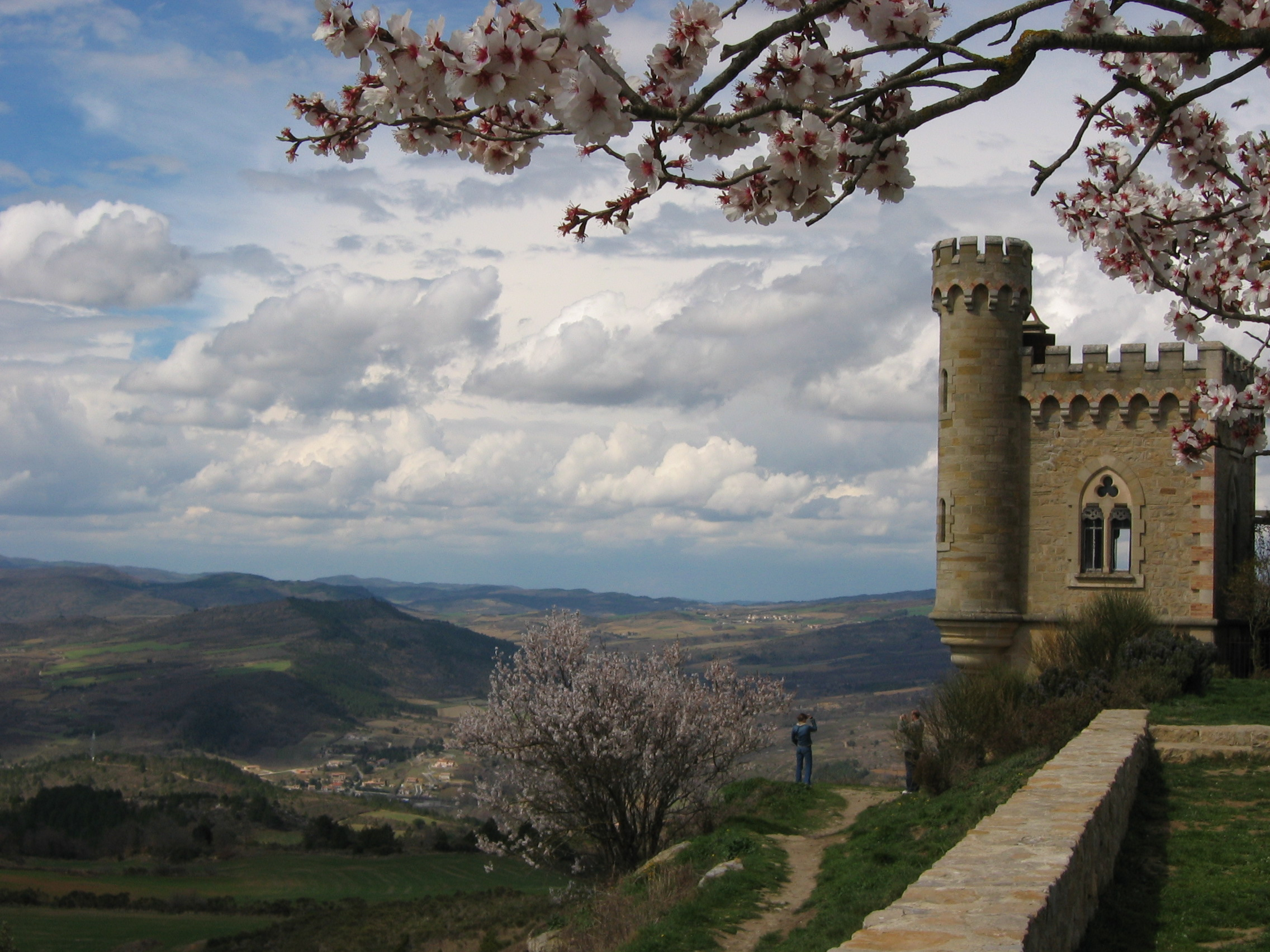
Rennes-le-Château, un des sujets explorés par Jean Robin

C’est au début de sa carrière chez Robert Laffont que Jean Robin découvre les écrits de René Guénon : on lui propose de rédiger une biographie de cet auteur. À la suite de cette découverte, il publie, en 1978, un premier essai, René Guénon, témoin de la Tradition, ouvrage qui, selon Leo Lyon Zagami, lui vaut d'être qualifié, à l'époque, de « guénonien »,,,,,.
Par la suite, d'autres de ses essais feront référence occasionnellement à l’œuvre de Guénon, ainsi Le Royaume du Graal (1992), Veilleur, où en est la nuit (2000)  et H.P. Lovecraft et le secret des adorateurs du Serpent (2017).
Le thème de prédilection de Jean Robin est ce qu'il appelle « l'eschatologie », c'est-à-dire les événements qui doivent selon lui accompagner la fin de notre « monde » ou cycle historico-cosmologique, et c'est de ce point de vue et avec une grille de lecture qui se présente comme guénonienne qu'il envisage les sujets occultistes pour lesquels il est plus particulièrement connu : les « soi-disant extraterrestres »,,, la manipulation contre-initiatique,,
,, le « secret » de Rennes-le-Château,,,, le mysticisme nazi ,, ou l'histoire de France et ses « mystères »,. 
Jean Robin est aussi à l'occasion traducteur et a collaboré à plusieurs revues comme Nouvelle École ou L'âge d'or ainsi qu'aux Cahiers de l'Herne,,.

## Accueil critique
- Jean-Pierre Laurant

Dans son compte rendu de René Guénon, témoin de la Tradition (1978), Jean-Pierre Laurant donne son sentiment que « Jean Robin a voulu réagir contre » « l'éclatement des interprétations dans des directions contradictoires » de la pensée de René Guénon et « réaffirmer, son titre l'indique, l'unité de la doctrine présentée ». Laurant qualifie de « complet et de bonne qualité » « Son exposé de la Tradition universelle cristallisée dans les livres de Guénon ».
- Leo Lyon Zagami

Pour Leo Lyon Zagami, Jean Robin, dans Les Objets volants non identifiés ou la Grande parodie (1979), s'efforce cependant de prouver que les ovnis constituent une pseudo-religion, en laquelle croit la majeure partie de la population mondiale, et qu'ils font partie de la dernière phase, dite pseudo-spirituelle, de l'humanité.
- Claudio Mutti

À propos du livre Hitler, l'élu du dragon (1987), l'écrivain Claudio Mutti affirme qu'« il a marqué le point le plus bas d'une carrière qui avait commencé sous le signe d'œuvres de tout autre valeur » (allusion à René Guénon, témoin de la Tradition (1978) et Les Objets volants non identifiés ou la Grande parodie (1979)). Mutti accuse Robin de « chercher à accréditer la thèse selon laquelle Hitler n'aurait été rien de moins qu'un précurseur de l'Antéchrist » en  « se basant sur des sources totalement sans fondement » et en « manipulant la réalité et tissant une fantasmagorie de présumés liaisons, contacts et relations. ».
- Joscelyn Godwin

Dans Opération Orth ou l'Incroyable secret de Rennes-le-Château (1989), Jean Robin reprend le mythe du refuge construit pour Hitler dans l'Antarctique et où celui-ci se serait retiré. Cette reprise est qualifiée de « bizarre et certainement ironique » par Joscelyn Godwin, lequel note que Robin y place la dépouille d'Hitler à côté de celle de Raoul Wallenberg, le diplomate suédois qui sauva des milliers de juifs hongrois pendant la Seconde Guerre mondiale. Cette réconciliation ne poserait aucun problème, selon Robin, aux juifs appartenant à l'Ordre Noir. 
- Lionel Fanthorpe

Commentant ce même livre, Lionel Franthrope et Patricia Fanthrope, qui sont subjugués par « le style racé et élégant de Jean Robin », trouvent que « les pensées de cet homme au talent remarquable ont entraîné les recherches sur le mystère de Rennes-le-Château à des années-lumière de la simple légende du prêtre de paroisse désargenté [(l'abbé Saunière)] qui tombe sur un trésor caché ».

## Jean Robin et la Contre-initiation
Selon Leo Lyon Zagami, si Jean Robin s'est vu sacré auteur « guénonien » grâce à son livre sur René Guénon, il est toutefois considéré par certains comme un auteur suspect, dont il faut se méfier, voire l'instrument des forces contre-initiatiques du Nouvel ordre mondial. De même, Jocelyn Godwin voit en Jean Robin, « auteur de René Guénon, the Last Chance of the West et de bien d'autres livres sur l'histoire occulte, une de ces personnes qui pourraient bien se réjouir de la Contre-initiation car elle accélère l'arrivée d'un âge d'or post-apocalyptique ».

## Publications

### Essais
- René Guénon, témoin de la Tradition, Paris, Guy Trédaniel, 1978,  (ISBN 9782857070269) (rééd. Robert Laffont, 1978), 355 p. (compte rendu de Jean-Pierre Laurant dans Revue de l'histoire des religions, année 1981, volume 198, No 2, p. 233-234)
- Les Objets volants non identifiés ou la Grande parodie, Paris, Éditions de la Maisnie, 1979, 140 p. (ISBN 2-85707-038-1), traduit en espagnol sous le titre UFO, la gran parodia, All'insegna del Veltro, 1984[37].
- Réponse de Nostradamus à Monsieur de Fontbrune, Paris, Éditions de la Maisnie, 1981, 133 p. (ISBN 2-85707-075-6) , traduit en espagnol sous le titre Respuesto de Nostradamus a Monsieur de Fontbrune , Esoteria (1982),  (ISBN 9788485411696)[38].
- Rennes-le-Château. La colline envoûtée, Paris, Éditions de la Maisnie, 1982. (ISBN 2-85-707082-9) (compte rendu de Jean-Pierre Laurant dans Archives de sciences sociales des religions, année 1983, volume 56, No 2, p. 300)
- René Guénon. La dernière chance de l'Occident, Paris, Éditions de la Maisnie, 1983, 206 p,  (ISBN 9782857071020)
- Les Sociétés secrètes au rendez-vous de l'Apocalypse, Paris, Guy Trédaniel et Éd. de la Maisnie, 1985, 390 p. (ISBN 978-7629435604) traduit en espagnol sous le titre Las sociedades secretas en la cita del Apocalipsis  (ISBN 9788478920143)[39].
- Thèbes, Temples et Dieux du Nil, Robert Laffont, 1986, 138 p.  (ISBN 978-2221504291)
- La véritable mission du Comte de Saint-Germain, Guy Trédaniel éditeur, 1986, 125 p.  (ISBN 978-2857072010)
- Seth, le dieu maudit, éditions Guy Trédaniel, 1986, 249 p.  (ISBN 978-2857071976)
- Hitler, l'élu du dragon, Paris, Éditions de la Maisnie, 1987, 239 p.  (ISBN 9782857072447)[40], traduit en espagnol sous le titre Hitler, el elegido del dragón, Colección Enigmas de la historia, Roca, 1991,  (ISBN 9788427015647) [41],[42],[43], réédition novembre 2015 augmentée d'une préface et d'un entretien avec l'auteur, 314p, éditions Camion Noir,  (ISBN 978-2357797307).
- Opération Orth ou l'Incroyable secret de Rennes-le-Château, Paris, Guy Trédaniel, 1989, 269 p. (ISBN 978-2857073086)
- Le Royaume du Graal, Introduction au mystère de la France, Paris, Éditions Trédaniel, 1992, 764 p. (ISBN 978-2-85707-539-4, présentation en ligne)
- Veilleur, où en est la nuit ? Introduction à l'Apocalypse, Paris, Éditions Trédaniel, 2000, 344 p. (ISBN 978-2-84445-155-2, présentation en ligne)
- H.P. Lovecraft et le secret des adorateurs du serpent, Paris, Éditions Trédaniel, 2017, 456 p. (ISBN 978-2-8132-0990-0, présentation en ligne).

### Roman
- Imperator, l'épopée de Julien l'Apostat, Roman historique, Paris, Éditions Trédaniel, 2013, 260 p. (ISBN 978-2-8132-0574-2, présentation en ligne)[44].

### Ouvrage collectif
- Le problème du mal dans l'œuvre de René Guénon, in René Guénon (Jean-Pierre Laurent et Paul Barbanegra dir.), L'Herne, cahier No 49 (1985), p. 102-112

### Article de revue
- René Guénon ou la Tradition retrouvée, in Nouvelle École, No 41 (« Littérature et idéologie 2 »), automne 1984, p. 92-95